# Deutsches Meisterschaftsrudern 2021
Das 131. Deutsche Meisterschaftsrudern wurde, nach der Absage aufgrund der COVID-19-Pandemie im vorherigen Jahr, 2021 durchgeführt. Die Regatten der Kleinboote (Einer und Zweier ohne) sollten vom 16. bis 18. April auf dem Fühlinger See in Köln ausgetragen werden. Am 11. März 2021 gab der Deutsche Ruderverband jedoch bekannt, dass auch dieser Wettkampf aufgrund der COVID-19-Pandemie abgesagt werden muss. Die Durchführung der Meisterschaft wurde aufgrund der damaligen Corona-Verordnung nicht genehmigt.
Die Großbootmeisterschaften in Krefeld konnten hingegen vom 10. und 11. Juli wie geplant stattfinden.
Insgesamt sollten 20 Medaillenentscheidungen stattfinden. Dabei sollten pro Geschlecht Medaillen in jeweils 10 Bootsklassen vergeben werden. Zudem sollten zwei Mixed-Rennen ausgetragen werden. Aufgrund der Absage der Kleinbootmeisterschaften in Köln, fanden aber nur 13 Medaillenentscheidungen am 10. und 11. Juli in Krefeld statt.

## Medaillengewinner

### Männer
| Bootsklasse                           | Gold | Silber | Bronze |
| ------------------------------------- | --- | --- | --- |
| Einer                                 | nicht ausgetragen | nicht ausgetragen | nicht ausgetragen |
| Doppelzweier                          | Stuttgarter RG von 1899 Emil Schmidberger Moritz Korthals | Rgm. Hürther RG / Kölner RV von 1877 Christian Förster Christopher Becerra                                                                                                   | RG Wiking Berlin Max Röger Daniel Lawitzke |
| Zweier ohne Steuermann                | nicht ausgetragen | nicht ausgetragen | nicht ausgetragen |
| Doppelvierer                          | Rgm. Münchener RC von 1880 / RV Erlangen / Limburger ClfW Maximilian Meister Julian Ritter Immanuel Dorneich Nils Krause                                                                                  | Crefelder Ruder-Club 1883 Moritz te Neues Joost Follert Jan Renner Matthias Parlow                                                                                           | Stuttgarter RG von 1899 Mathias Mages Emil Schmidberger Simon Kramm Moritz Korthals |
| Vierer ohne Steuermann                | Rgm. RV Waltrop von 1928 / Bonner RG Sören Henkel Frederik Breuer Paul-Eric Klapperich Julius Lingnau | Rgm. RV Münster von 1882 / Marbacher RV von 1920 Tobit Gerritsen Leonard Benno Bührke Maximilian Kern Jannik Metzger                                                         | Rgm. WSV Düsseldorf RG / RC Germania Düsseldorf Simeon Falger Hendrik Weskamp Ben Wolke Lars Menzel |
| Achter                                | Rgm. Bonner RG / RV Waltrop von 1928 / SC DHfK Leipzig Niklas Mäger Yannik Bauer Sören Henkel Janek Schirrmacher William Strulick Julius Lingnau Paul-Eric Klapperich Frederik Breuer Emilia Greif (Stf.) | Crefelder Ruder-Club 1883 Dacey Caldwell Lukas Geller Jacob Schulte-Bockholt Andreas Baloghy Larus Melka Michael Naß Matthias Keulen Jan Henrik Szymczak Anna Lülfing (Stf.) | Rgm. RTHC Bayer Leverkusen / Frankfurter RG Germania 1869 / Hannoverscher RC von 1880 / Marburger RV / RC Nürtingen / Stuttgarter RG von 1899 Christopher Ahn Bastian Faralisch Felix Krane Dominic Imort Moritz Bock Tobias Kühne Clemens Barth Lucas Schäfer Tanja Knöll (Stf.) |
| Leichtgewichts-Einer                  | nicht ausgetragen | nicht ausgetragen | nicht ausgetragen |
| Leichtgewichts-Doppelzweier           | Rgm. Heidelberger RK 1872 / Frankfurter RG Germania 1869 Berkay Güneş Johannes Ursprung | Rudergesellschaft München 1972 Florian Kausemann Benedikt Niederalt | Rgm. Bonner RG / RTHC Bayer Leverkusen Stephan Ertmer Takatomo Furumai |
| Leichtgewichts-Zweier ohne Steuermann | nicht ausgetragen | nicht ausgetragen | nicht ausgetragen |
| Leichtgewichts-Vierer ohne Steuermann | Rgm. RC Allemannia von 1866 / Der Hamburger und Germania RC Rouven Oliver Berg Vincent Meyer Jacob Waldhelm Zeno Robertson                                                                                | Rudergesellschaft München 1972 Maximilian Rieder Florian Kausemann Benedikt Niederalt Luis-Thomas Zalesjak                                                                   | Rgm. Bonner RG / RTHC Bayer Leverkusen Takatomo Furumai Stephan Ertmer Arno Gaus Patrik Stöcker |

### Frauen
| Bootsklasse                           | Gold | Silber | Bronze |
| ------------------------------------- | --- | --- | --- |
| Einer                                 | nicht ausgetragen | nicht ausgetragen | nicht ausgetragen |
| Doppelzweier                          | Rgm. ETuF Essen / Eisenbahn-SV Lingen Luisa Neerschulte Hannah Heideveld | Rgm. Mündener RV/ / RG Kassel 1927 Carlotta Rommel Jule Böckmann | Rgm. Crefelder RC 1883 / RV Münster von 1882 Melissa Isen Julia Tertünte                                                                             |
| Zweier ohne Steuerfrau                | nicht ausgetragen | nicht ausgetragen | nicht ausgetragen |
| Doppelvierer                          | nicht ausgetragen | nicht ausgetragen | nicht ausgetragen |
| Vierer ohne Steuerfrau                | Karlsruher Ruder-Verein Wiking von 1879 Lisa Merz Nina Öhlckers Barbara Thiele Victoria Karl | Rgm. Mannheimer RG Baden / Ludwigshafener RV von 1878 / RC Nürtingen Verena Schuhmacher Hannah Rieder Neele Zahn Marit Neumann                                          | Rgm. Ludwigshafener RV von 1878 / Stuttgart-Cannstatter RC / ETuF Essen Marie-Christine Gerhardt Leonie Scheuermann Janika Kölblin Luisa Neerschulte |
| Achter                                | Rgm. ETuF Essen / RC Germania Düsseldorf / Renn-Rugm. Mülheim / RK am Baldeneysee / RC Hansa Dortmund Katharina Soldat Maja Gunz Katharina Hallay Lara Richter Ronya Elles Klara Thiele Antonia Galland Larissa Schäfer Paula Rixgens (Stf.) | Crefelder Ruder-Club 1883 Marisa Staelberg Sophie Baloghy Lina Mölder Charlotte Lier Pia Renner Melissa Isen Henriette te Neues Sophia Wüllner Justus de Gruyter (Stm.) | Keine weiteren Boote am Start. |
| Leichtgewichts-Einer                  | nicht ausgetragen | nicht ausgetragen | nicht ausgetragen |
| Leichtgewichts-Doppelzweier           | Rgm. ETuF Essen / Kölner RV von 1877 Laura Heinemann Pia Otto | Würzburger RV Bayern von 1875/1905 Sophia Wolf Julia Wolf | Kettwiger Rudergesellschaft Lea Schneider Celina Schneider                                                                                           |
| Leichtgewichts-Doppelvierer           | Rgm. ETuF Essen / ARC Würzburg / Neuköllner RC / RC Germania Düsseldorf Laura Heinemann Lea Kleinertz Luisa Simon Lara Richter | Rgm. Würzburger RV Bayern / Regensburger RV / ARC Würzburg Julia Wolf Anna Lynn Schreiber Mia Müller Sophia Wolf                                                        | Rgm. Crefelder RC 1883 / Essen-Werdener RC / Bonner RG / RC Sorpesee Louisa Heinermann Julia Kocherscheidt Emilia Greif Lara Rosenstengel            |
| Leichtgewichts-Zweier ohne Steuerfrau | nicht ausgetragen | nicht ausgetragen | nicht ausgetragen |

### Mixed
| Bootsklasse  | Gold | Silber | Bronze |
| ------------ | --- | --- | --- |
| Doppelvierer | Renn-Ruder-Gemeinschaft Mülheim Simon Schlott Julius Rommelmann Klara Thiele Charlotte Heyltjes | Rgm. ETuF Essen / Kölner RV von 1877 Laura Heinemann Christopher Becerra Louis Mück Pia Otto | Rgm. RG München 1972 / Koblenzer RC Rhenania Benedikt Niederalt Luis-Thomas Zalesjak Lisa Weber Meike Pixius                                                       |
| Achter       | Rgm. Ludwigshafener RV von 1878 / ETuF Essen / Stuttgart-Cannstatter RC / Mainzer RV 1878 / RTHC Bayer Leverkusen / RC Nürtingen Marie-Christine Gerhardt Leonie Scheuermann Luisa Neerschulte Janika Kölblin Axel Oschmann Raoul Overath Frederik Völker Christopher Ahn Tanja Knöll (Stf.) | Rgm. Mannheimer RG Baden / Ludwigshafener RV von 1878 / RC Nürtingen / Marbacher RV von 1920 / RV Waltrop von 1928 / SC DHfK Leipzig Verena Schuhmacher Marit Neumann Hannah Rieder Neele Zahn David Keefer Jannik Metzger Sören Henkel Richard Aurich Marina Warncke (Stf.) | Crefelder Ruder-Club 1883 Paul te Neues Larus Melka Lukas Geller Michael Naß Marisa Staelberg Sophie Baloghy Henriette te Neues Sophia Wüllner Anna Lülfing (Stf.) |